# Jordan Howden
Jordan Howden (San Diego, 14 maggio 2000) è un giocatore di football americano statunitense che milita nel ruolo di safety per i New Orleans Saints della National Football League (NFL).

## Carriera

### New Orleans Saints
Al college Howden giocò a football a Minnesota. Fu scelto nel corso del quinto giro (146º assoluto) del Draft NFL 2023 dai New Orleans Saints. Debuttò come professionista subentrando nella gara del primo turno contro i Tennessee Titans. Due settimane dopo disputò la prima gara come titolare mettendo a segno 4 tackle contro i Green Bay Packers. La sua prima stagione si chiuse con 43 placcaggi, un sack, un fumble forzato e 5 passaggi deviati in 16 presenze, di cui 7 come titolare.